# Wólka Nosowska (gromada)
Wólka Nosowska – dawna gromada, czyli najmniejsza jednostka podziału terytorialnego Polskiej Rzeczypospolitej Ludowej w latach 1954–1972.
Gromady, z gromadzkimi radami narodowymi (GRN) jako organami władzy najniższego stopnia na wsi, funkcjonowały od reformy reorganizującej administrację wiejską przeprowadzonej jesienią 1954 do momentu ich zniesienia z dniem 1 stycznia 1973, tym samym wypierając organizację gminną w latach 1954–1972.
Gromadę Wólka Nosowska z siedzibą GRN w Wólce Nosowskiej utworzono – jako jedną z 8759 gromad na obszarze Polski – w powiecie bialskim w woj. lubelskim na mocy uchwały nr 5 WRN w Lublinie z dnia 5 października 1954. W skład jednostki weszły obszary dotychczasowych gromad Dubicze, Koszelówka, Kazimierzów i Wólka Nosowska ze zniesionej gminy Zakanale oraz obszar dotychczasowej gromady Nosów ze zniesionej gminy Witulin w tymże powiecie. Dla gromady ustalono 19 członków gromadzkiej rady narodowej.
1 stycznia 1956 z gromady Wólka Nosowska wyłączono wieś Nosów, włączając ją do gromady Leśna Podlaska w tymże powiecie i województwie, po czym gromada Wólka Nosowska weszła w skład nowo utworzonego powiatu łosickiego w woj. warszawskim.
W listopadzie 1957 gromada miała 15 członków gromadzkiej rady narodowej.
Gromadę zniesiono 31 grudnia 1959, a jej obszar włączono do gromady Kornica Nowa w tymże powiecie.